# Чипман (Альберта)
Чипмен (англ. Chipman, перша назва — Една Стар) — село в центральній Альберті (Канада), в окрузі Ламонт і відділі перепису № 10. Поселення розміщене на шосе номер 15, приблизно за 11 км (7 миль) на південний схід від Ламонту, 22 км (14 миль) на північний захід від Мандеру, 70 км (44 миль) на схід від Едмонтону та 30 км (18 миль) на північний схід від в'їзного шосе Єлловгед (Yellowhead) у Національний парк Елк-Айленд.
7 вересня 1891 року Іван Пилипів та Василь Єлиняк з Небилова на Станиславівщині (нині — Івано-Франківська обл.) прибули до Канади і стали першими офіційно встановленими українцями в Країні кленового листка. Чипмен колись мав назву Една Стар, це поселення практично розвивали українці, осередок українства в Канаді.